# Castello Pellicano
Das Castello Pellicano, auch Castello normanno (dt.: normannische Burg) oder ebenso Castello bizantino (dt.: byzantinische Burg) und Castello dei Carafa genannt, ist eine Burgruine aus dem 13. Jahrhundert in Gioiosa Ionica in der italienischen Region Kalabrien.

## Geschichte und Beschreibung
Die Burg auf dem höchsten Punkt des Felsens, der das Dorf überragt, muss wohl aus dem 13. Jahrhundert stammen. Sie war der erste Kern, um den sich das Dorf entwickelte. 1559 ging sie in das Eigentum der Markgrafen Caracciolo über, die sie bis zum 19. Jahrhundert behielten. Dann fiel sie an die Markgrafen Pellicano-Barletta, die heute noch Eigentümer sind.
Die Burg hat einen nahezu dreieckigen Grundriss und zwei Türme, einen Innenhof, einen Burggraben sowie einen angebauten Palast aus dem 16. Jahrhundert, der den adligen Eigentümern als Wohnung diente.
Die Pellicanos sind ein altes und reiches Adelshaus aus Gioiosa Ionica, dem das Wappen und der Titel von Markgrafen verliehen wurde. Kürzlich wurde die Familie auch zu Souveränen des Malteserordens ernannt, ein Titel, der wegen seiner prestigeträchtigen Verdienste stets im Adel sehr begehrt war.

## Quellen und Weblinks

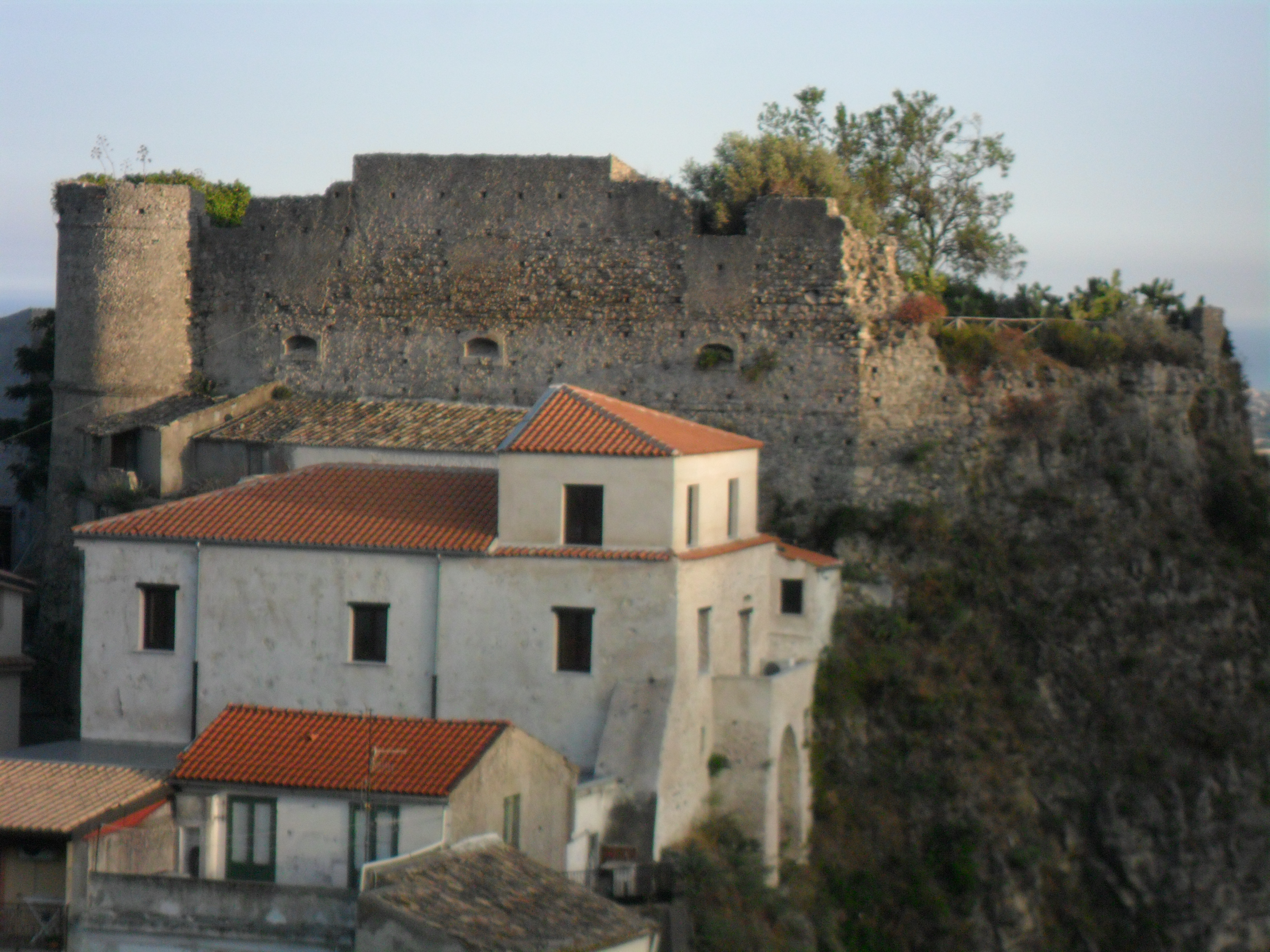
Castello Pellicano und Theater in Gioiosa Ionica